# Gintautas Vilaniškis
Gintautas Vilaniškis (* 11. November 1971 in Kaunas, Sowjetunion) ist ein ehemaliger litauischer Handballspieler. Er ist 2,00 m groß. Vilaniškis ist verheiratet und hat zwei Kinder.
Gintautas Vilaniškis begann mit dem Handballspiel bei Granitas Kaunas, wo er auch in der ersten litauischen Liga debütierte. Sein Team gewann seit dem Bestehen einer eigenständigen litauischen Liga jedes Jahr die Meisterschaft; deshalb suchte Vilaniškis 1996 eine neue Herausforderung und wechselte zum HC Empor Rostock in die deutsche 2. Handball-Bundesliga. Nach guten Leistungen zog er 1998 weiter zum VfL Gummersbach in die Handball-Bundesliga, kehrte aber nach nur einem Jahr zurück in die zweite Liga, wo er sich dem Aufsteiger Eintracht Hildesheim anschloss. Mit den Domstädtern stieg er 2000 gleich weiter in die erste Liga auf, wechselte aber daraufhin nach Italien zum Erstligisten Pallamano Triest, wo er 2002 die italienische Meisterschaft gewann. 2003 kehrte er zurück nach Deutschland zum ThSV Eisenach, mit dem er 2004 aber wieder in die zweite Liga abstieg. In der Saison 2004/05 spielte er dann beim Regionalligisten LHC Cottbus, bevor er 2005 wieder von seinem alten Verein Eintracht Hildesheim unter Vertrag genommen wurde. Dort stieg er zum zweiten Mal in die erste Liga auf, verließ den Verein aber 2006 und kehrte in seine litauische Heimat zurück, wo er mit VŠĮ Panevėžys 2007 noch einmal die litauische Meisterschaft gewann. Ab dem 1. November 2009 spielte er in der Schweiz für den KTV Visp in der 1. Liga (3. höchste Spielklasse). Dort wurde er von seinem Freund Vigindas Petkevičius trainiert.
Gintautas Vilaniškis hat über 100 Länderspiele für die litauische Nationalmannschaft bestritten. Für sein Land nahm er an der Handball-Weltmeisterschaft der Männer 1997 und der Handball-Europameisterschaft der Männer 1998 teil.